# PLM B 3261 à 3300 puis 230 D 1 à 40

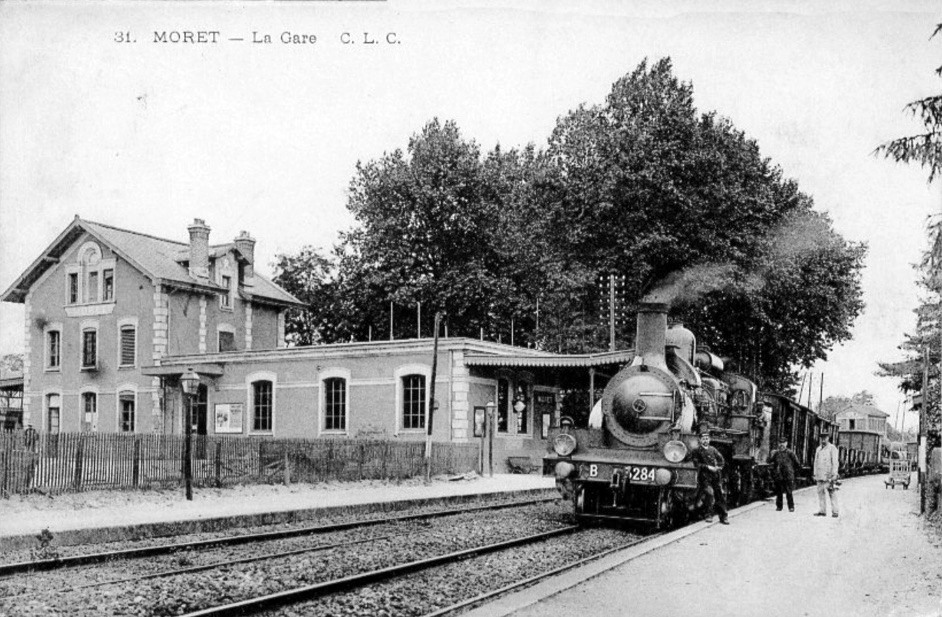
La 230 B 3284 en gare de Moret-Veneux-les-Sablons.

Les locomotives du PLM B 3261 à 3300 puis 230 D 1 à 40 sont des locomotives Ten-wheels de la compagnie des chemins de fer de Paris à Lyon et à la Méditerranée (PLM). Elles sont destinées à la traction des trains de voyageurs.

## Histoire
Ces locomotives sont issues de la série 040 PLM 3211 à 3362. Les machines 3261 à 3300 sont transformées en 1897 en locomotive du type 230 par la suppression de l'essieu avant et de son remplacement par un bogie. Ces travaux sont effectués dans les ateliers de la compagnie à Arles et Oullins.
Toutes ces machines sont radiées en 1938 et de ce fait, non intégrées à l'effectif de la SNCF.

## Caractéristiques
Diamètre et course des cylindres haute pression : 340 x 650
Diamètre et course des cylindres basse pression : 560 x 620
Surface de la grille du foyer : 2,98 m²
Pression de la chaudière : 16 kg/cm²
Diamètre du corps cylindrique : 1 550 mm
Diamètre des roues motrices : 2 000 mm
Diamètre des roues porteuses : 1 000 mm
Longueur : 12,03 m
Capacité du tender en eau : 20 t
Capacité du tender en charbon : 5 t
Poids en ordre de marche : 45 t
Longueur : 8,9 m
Longueur totale avec tender : 20,24 m
Masse totale de l'ensemble : 115 à 118 t
Poids de la locomotive seule : 73 t

## La construction
B 3261 à 3280, livrées par Cail en 1892.
B 3281 à 3300, livrées par la société de construction des Batignolles  en 1893.